# Ubaldo Jiménez
Pour les articles homonymes, voir Jiménez.
Ubaldo Jiménez (né le 22 janvier 1984 à Nagua en République dominicaine) était un lanceur droitier de la Ligue majeure de baseball.

## Biographie

### Rockies du Colorado
Ubaldo Jiménez est recruté le 25 avril 2001 par les Rockies du Colorado. Il débute en Ligue majeure le 26 septembre 2006. 

#### Saison 2007
Après deux matchs joués pour Colorado en 2006, il intègre la rotation de lanceurs partants de l'équipe en 2007 et effectue 15 départs, remportant 4 victoires contre autant de défaites avec une moyenne de points mérités de 4,28.
Il participe à la belle saison 2007 des Rockies qui s'achève sur une défaite en Série mondiale. Il fait bien dans les deux premières rondes éliminatoires, n'accordant que deux points mérités en 11 manches et un tiers au monticule face aux Phillies de Philadelphie et aux Diamondbacks de l'Arizona, que les Rockies éliminent tour à tour. En Série mondiale, il encaisse la défaite après une courte sortie de 4 manches et deux tiers dans le second match de la finale contre les Red Sox de Boston.

#### Saison 2008
En 2008, il est un des partants les plus utilisés des majeures, dominant la Ligue nationale avec 34 départs. Il remporte 12 victoires contre autant de défaites avec une moyenne de points mérités de 3,99 et lance en cours d'année son premier match complet.

#### Saison 2009

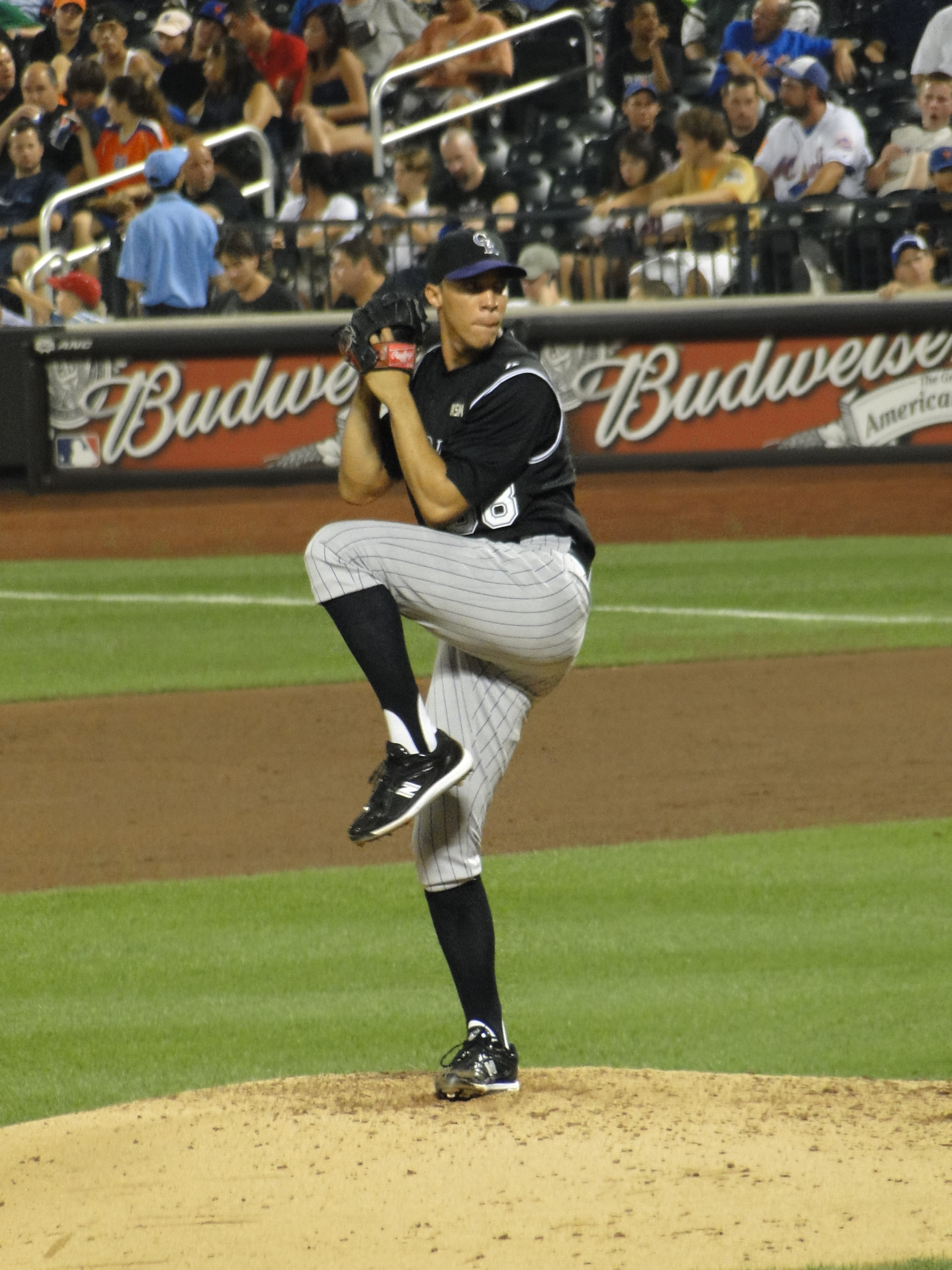
Ubaldo Jiménez au monticule en 2010 avec les Rockies.

En 2009, il lance 218 manches pour Colorado et débute 33 parties. Auteur de 15 victoires contre 12 revers avec un match complet, il abaisse sa moyenne de points mérités à 3,47 et enregistre aux dépens des frappeurs adverses 198 retraits sur des prises. Maintenant considéré partant numéro un de son club, Jiménez a l'honneur d'amorcer au monticule les séries éliminatoires. Opposé à Cliff Lee dans le premier match de la Série de divisions contre les Phillies de Philadelphie, la défaite est portée à sa fiche dans le revers de 5-1 des Rockies. Il remonte de nouveau sur la butte cinq jours plus tard, de nouveau contre Lee et alors que Colorado est menacé d'élimination. Il n'accorde que deux points et n'est pas impliqué dans la décision alors que les Phillies se sauvent avec une victoire arrachée en neuvième manche.

#### Saison 2010
Le 17 avril 2010 face aux Braves d'Atlanta, il lance le premier match sans point ni coup sûr de l'histoire des Rockies. Il est nommé meilleur lanceur d'avril 2010 dans la Ligue nationale de baseball avec 5 victoires contre aucune défaite et une moyenne de points mérités de seulement 0,79. Jimenez reçoit le titre de meilleur lanceur du mois pour la seconde fois de suite, en mai 2010. Il est le premier lanceur des majeures à recevoir l'honneur deux fois de suite en début de saison depuis Pedro Martinez pour les Red Sox de Boston en 1999, et le premier dans la Nationale depuis John Smoltz avec Atlanta en avril et mai 1996. 
Jiménez connaît une extraordinaire première moitié de saison avec 15 victoires et seulement une défaite à la pause du match des étoiles. Il est d'ailleurs invité à cette classique de mi-saison, un honneur qu'il reçoit pour la première fois de sa carrière. Mais les choses se gâtent en deuxième portion de calendrier, avec 4 victoires contre 7 défaites. Il termine tout de même avec le meilleur ratio victoires-défaites des lanceurs de la Ligue nationale (,704) grâce à 19 victoires contre 8 défaites. Il est 3e de sa ligue avec 214 retraits sur des prises en 221,2 manches lancées et entre dans le top 10 de la Nationale avec son excellente moyenne de points mérités de 2,88. Auteur de quatre matchs complets, sa partie sans coup sûr est son premier blanchissage en carrière et il en ajoute un autre durant l'année. Il termine 3e au vote désignant le gagnant du trophée Cy Young du meilleur lanceur et reçoit même quelques votes au titre du joueur par excellence de la saison.

### Indians de Cleveland

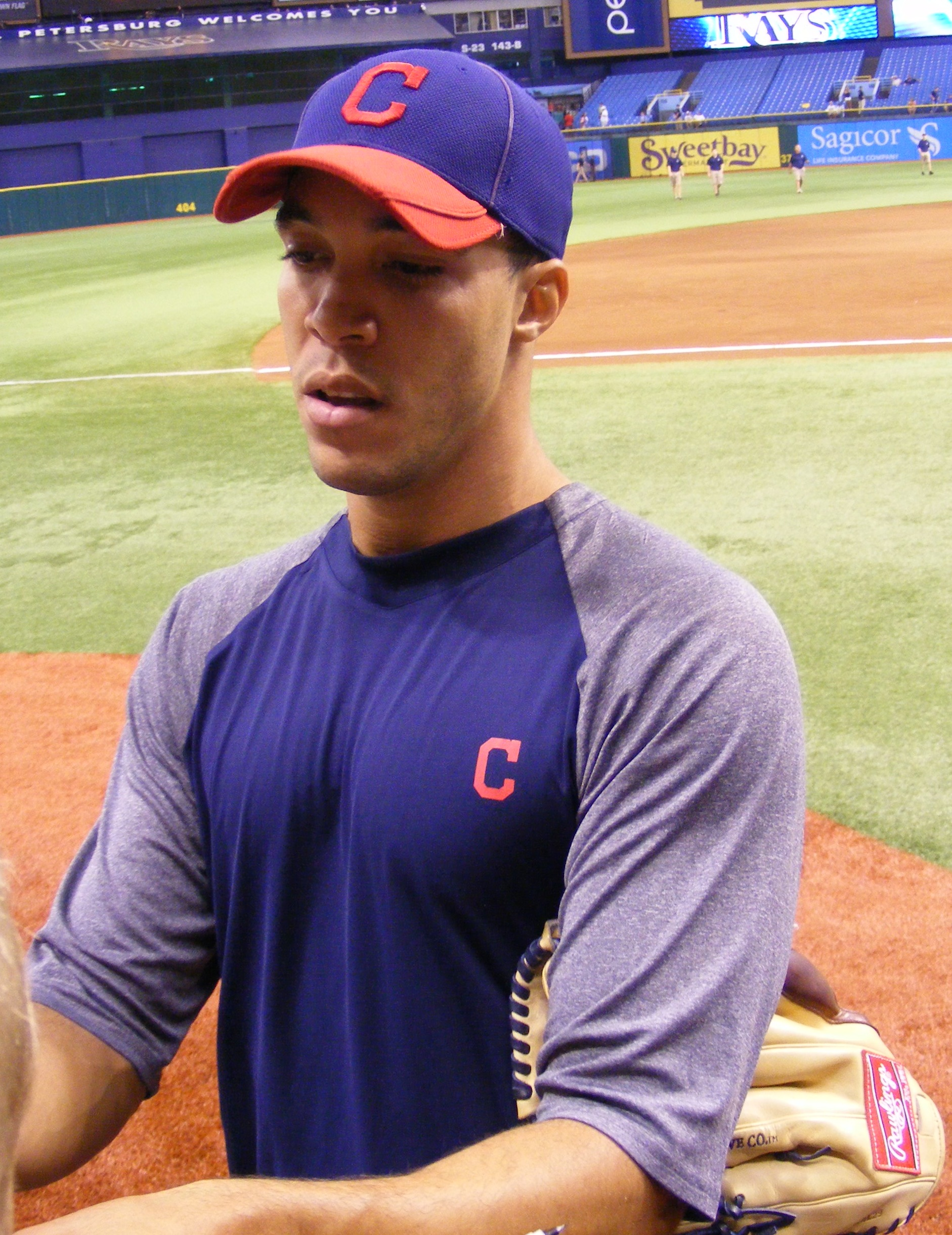
Ubaldo Jiménez en 2012 avec les Indians de Cleveland.

#### Saison 2011
Le 31 juillet 2011 à la date limite des transactions dans le baseball majeur, les Rockies échangent Jiménez aux Indians de Cleveland en retour de plusieurs joueurs des ligues mineures : les lanceurs Drew Pomeranz, Alex White et Joe Gardner et le joueur d'utilité Matt McBride. Les Indians espèrent que l'addition de Jiménez les aidera à avoir le meilleur sur les Tigers de Détroit dans la lutte pour le premier rang de la division Centrale de la Ligue américaine, mais Cleveland connaît une mauvaise fin d'année et les débuts de leur nouveau lanceur sont peu convaincants : moyenne de points mérités de 5,10 en 11 départs. Jiménez termine la saison 2011 avec une fiche victoires-défaites de 10-13 et une moyenne de 4,68 en 32 départs pour Colorado et Cleveland. Il remporte 4 matchs et en perd 4 après son passage chez les Indians.

#### Saison 2012
Le 2 avril 2012, Jiménez est suspendu pour 5 parties à la suite d'un incident survenu la journée précédente en Arizona durant le camp d'entraînement. Dans un match pré-saison entre les Indians et les Rockies du Colorado, Jiménez atteint d'un lancer son ancien coéquipier Troy Tulowitzki, qui reçoit la balle sur l'épaule gauche. Jiménez se dirige immédiatement vers le frappeur pour le confronter, les bancs des deux équipes se vident mais aucun coup n'est porté. Au cours du printemps, Jiménez avait critiqué son ancienne équipe alors que certains joueurs des Rockies, dont Tulowitzki, avaient répondu à leur ancien coéquipier via les médias. Jiménez fait appel de sa suspension et peut amorcer la saison 2012 des Indians, mais abandonne plus tard l'appel et purge la peine imposée par la ligue.
Il connaît une deuxième mauvaise saison à Cleveland avec une moyenne de points mérités de 5,40 en 176 manches et deux tiers lancées lors de 31 départs. Son nombre de retraits sur des prises par 9 manches lancées est en chute libre à maintenant 7,3 (contre 8,7 et 8,6 les deux saisons précédentes) et son ratio retraits sur des prises contre buts-sur-balles, qui se situait dans les 2,3, dégringole à 1,5. Il mène la Ligue américaine avec 16 mauvais lancers et, malgré 9 victoires, est le lanceur des majeures qui compte le plus de défaites (17) cette année-là.

#### Saison 2013
Alors que la transaction ayant amené Jimenez à Cleveland en provenance du Colorado semble un désastre, Jimenez réplique avec une étonnante saison 2013, sa meilleure depuis 2010. Il amorce 32 matchs et remporte 13 victoires contre 9 revers avec une moyenne de 3,30 points mérités accordés par partie, la meilleure du club. En 182 manches et deux tiers lancées, à peine 6 de plus qu'en 2012, il atteint les 194 retraits sur des prises, ce qui est 49 plus que la saison précédente. Son ratio de retraits sur des prises par buts-sur-balles (2,43) est son meilleur en carrière ainsi que ses 9,6 retraits au bâton en moyenne par 9 manches lancées. Il termine la saison en force avec une moyenne de points mérités de 1,09 à ses 6 derniers départs pour décrocher l'honneur de meilleur lanceur du mois de septembre dans la Ligue américaine et aider les Indians à accéder aux séries éliminatoires. Il n'a cependant pas la chance d'aider son club en matchs d'après-saison, puisque les Indians sont rapidement éliminés.

### Orioles de Baltimore

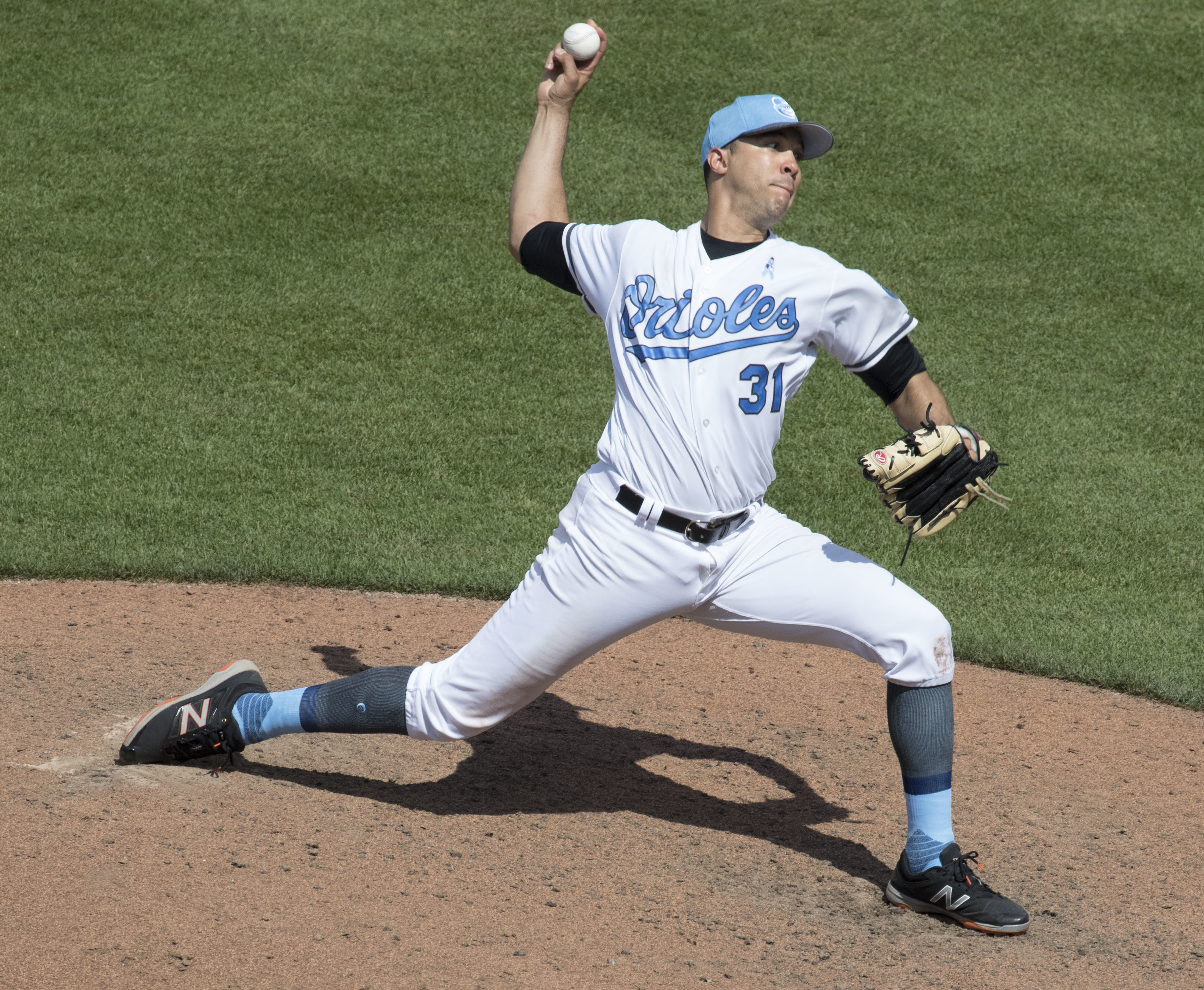
Ubaldo Jiménez vêtu d'un uniforme spécial des Orioles pour un match joué à la Fête des pères le 18 juin 2017 à Baltimore.

Le 19 février 2014, Jiménez signe un contrat de 50 millions de dollars pour 4 saisons avec les Orioles de Baltimore. Sa première année à Baltimore n'est pas couronnée de succès : 6 victoires, 9 défaites et une moyenne de points mérités de 4,81 en 125 manches et un tiers lancées lors de 22 départs et trois matchs en relève. En séries éliminatoires, il est inclus sur l'effectif des Orioles pour la Série de division mais n'est pas utilisé. Il est écarté de l'effectif pour la Série de championnat qui suit.
Jiménez est le lanceur perdant du match de meilleur deuxième 2016, où les Orioles sont éliminés des séries éliminatoires par les Blue Jays de Toronto. Entré dans le match en 11e manche alors que le gérant Buck Showalter avait toujours la possibilité d'utiliser son meilleur releveur, Zach Britton, Jiménez accorde un coup de circuit de trois points à Edwin Encarnación, qui fait perdre les Orioles 5-2.